# Mètode Reid
El mètode Reid és un model d'interrogatori policial emprat amb sospitosos d'haver comès fets delictius, creat a la dècada del 1960 als Estats Units d'Amèrica, és àmpliament estès. Els seus autors són Fred Inbau, John Reid, Joseph Buckley i Bryan Jayne, que desenvoluparen el manual d'interrogatori Criminal interrogation and confessions (2001).

## Introducció
L'interrogatori constitueix una de les formes d'obtenció d'informació per a investigar la comissió d'un delicte, a fi que el sospitós a qui s'interroga en declari la culpabilitat. Es contraposa a l'entrevista amb una aproximació més respectuosa orientada a descobrir la veritat,
Si es parteix de la idea que la col·laboració del culpable del delicte serà menor per a no incriminar-se, l'investigador optarà per fer servir una estratègia més agressiva que redueixi les defenses de la persona i culmini amb una confessió. Això s'aconsegueix amb l'interrogatori, tot i el risc que el sospitós no serà sempre el veritable culpable.
El mètode Reid adopta el model d'interrogatori i parteix de la premissa que tots aquells que són seleccionats per a ser interrogats estan mentint quant a la seva implicació en el delicte. La tasca de mentir és moralment incorrecta per a la societat, per això l'interrogat sent ansietat en haver de fer-ho. L'interrogador ha d'incrementar aquesta ansietat, fet que du a terme a través d'un interrogatori en nou passos.

## Mètode
Criminal interrogation and confessions recomana que l'interrogador vagi vestit de paisà. La sala on dur a terme l'interrogatori ha d'estar aïllada i totalment buida, sense distraccions. Només comptarà amb una taula i dues o tres cadires, sense que la taula s'interposi entre l'interrogador i l'interrogat, perquè el primer pugui envair l'espai del segon. Els nou passos són els següents:
1. Confrontació positiva: s'assegura a l'interrogat que hi ha proves que l'incriminen en dues ocasions i se n'observa la conducta.
2. Desenvolupar l'argument: se li parla de diversos temes, que dependran de si es classifica el sospitós com un subjecte emocional o com algú desproveït d'emocions. Els primers es penedeixen del delicte i senten desassossec. La manera de portar-los serà llavors justificar i minimitzar la gravetat de la seva conducta, normalitzant allò que han fet o disminuint la seva responsabilitat. Se'l tractarà amablement. En canvi, davant d'un subjecte no emocional, l'estratègia serà buscar contradiccions i mentides en el relat, o mentir sobre l'evidència que els inculpa. Aquestes persones no se'n penedeixen, per tant se'ls tracta d'una manera més orientada cap a la coerció psicològica.
3. Interrompre tota negació: impedir la repetició de la frase «jo no ho vaig fer», per tal que no se li quedi «gravat» psicològicament.
4. Superar les objeccions: l'interrogat ha d'adonar-se que no s'escolten els arguments que empra amb vista a exculpar-se, de manera que l'interrogador haurà de tornar al tema central quan els intenti exposar.
5. Retenir l'atenció de l'interrogat: assegurar-se que atén constantment l'interrogador, per exemple aproximant-s'hi.
6. Manejar l'estat d'ànim passiu: després de garantir que l'interrogador compta amb tota l'atenció, aquest s'haurà de mostrar compassiu i comprensiu, indicant a l'interrogat que allò essencial es que confessi per motius de dignitat i honradesa. També es pot esmentar la víctima.
7. Presentar dues alternatives respecte de les circumstàncies en què ha comès el delicte: una el presenta com un fet fortuït o una relliscada, atenuant així la responsabilitat, i l'altra com un acte propi d'un monstre sense pietat. A més, se li poden presentar dues possibilitats quant al fet de confessar: si confessa, serà respectat; si no, això tindrà repercussions negatives respecte de la imatge que donarà davant del jutge i del jurat. Cal apel·lar al fet de què pensaran aquests si, a més de cometre el fet delictiu, nega deliberadament haver-ho comès.
8. Fer que el subjecte relati el delicte amb detall.
9. Convertir la confessió oral en escrita: s'intentarà que el subjecte confessi per escrit i ho signi per, posteriorment, ratificar la seva declaració de culpabilitat.

## Desenvolupament
Anteriorment, s'usaven mètodes que implicaven la força física com a repressió, ara s'intenta realitzar l'interrogatori amb procediments que tinguin a veure amb la psicologia. La mentida fa que el sospitós entri en un conflicte intern amb si mateix i per a satisfer la necessitat d'alliberar-se'n s'utilitza un mètode d'interrogatori en 9 passos:
El pas número u consisteix en acusar directament el sospitós mostrant evidències i observar la seva reacció. El pas dos es pot subdividir segons el tipus de sospitós, si és més emocional i se sent penedit, se li plantegen certes «excuses morals» per intentar que s'exculpi èticament com si qualsevol persona al seu lloc hagués pogut cometre el mateix «error»; en canvi, si el subjecte és menys emocional, tendeix a col·laborar menys amb l'entrevistador, per tant aquest es veu obligat a utilitzar estratègies més rigoroses com fer servir una petita mentida d'excusa per obviar que menteix en tota la resta, mostrar evidències, etc. En els passos tres i quatre es fan servir tàctiques per ometre les negacions de l'entrevistat i que se centri en explicar el que és realment important. Pas cinc: l'entrevistador intenta mantenir un petit contacte físic amb el sospitós per a mostrar empatia, cosa que farà que aquest s'estovi d'alguna manera i li sigui més fàcil confessar (pas sis). Al set, com a resultat de l'anterior, se li presenten a l'entrevistat dues opcions, una que l'excusa pràcticament del delicte, «ha estat un accident, una badada, en defensa pròpia o no tenies una altra opció, i una altra que l'evidencia com una persona terrible; també se li suggereix que si confessa, el jutge serà més indulgent. Finalment, només resta que el sospitós confessi i ho faci de forma escrita i signada perquè es consideri vàlida en un judici o en els procediments posteriors (passos vuit i nou).
Amb aquesta tècnica de nou passos s'intenta en un primer lloc augmentar i exagerar el delicte comès per a després mostrar alternatives que, comparat amb l'anterior, són força raonables. Aquest procediment no és l'únic, n'hi ha d'altres consistents en una sèrie d'estratègies coercitives (basades en la confrontació amb el sospitós), entabanadors (intenten comprendre el sospitós i mostrar empatia) o basats en la manipulació de la informació.

## Riscos
Els creadors del mètode Reid reclamen la seva efectivitat a l'hora d'obtenir confessions dels subjectes culpables i neguen que aquest mètode pugui donar lloc a confessions falses en innocents. Tot i això, fins ara no s'ha trobat evidència científica que sustenti la validesa d'aquest procediment; és més, molts científics mostren la seva disconformitat amb aquest tipus de tècniques d'interrogatori per l'elevat risc de generar autoinculpacions falses.
Aquest perill deriva de la naturalesa coercitiva de les tècniques interrogatives, que poden arribar a crear sensacions de cansament, por i suggestionabilitat en el sospitós a causa de l'ambient hostil i perllongat.
L'interrogatori aconsegueix, de vegades, que la ponderació entre confessar i mantenir la innocència s'inclini cap a la primera opció, tant per culpables com per innocents. D'altra banda, hi ha la possibilitat que es produeixi un biaix confirmatori per part del professional i una profecia autocomplerta en la persona del sospitós, que pot començar a comportar-se com si fos culpable sense ser-ho.